# Luzamelléki járás

A Luzamelléki járás Komiföldön

A Luzamelléki járás (oroszul Прилузский район, komi nyelven Луздор район) Oroszország egyik járása Komiföldön. Székhelye Objacsevo.

## Népesség
- 2002-ben 24 762 lakosa volt, melynek 59,9%-a komi, 35,1%-a orosz, 2,2%-a ukrán, 0,5%-a fehérorosz.
- 2010-ben 20 737 lakosa volt, melynek 55,2%-a komi, 40,9%-a orosz, 1,6%-a ukrán, 0,3%-a fehérorosz.